# Sellano

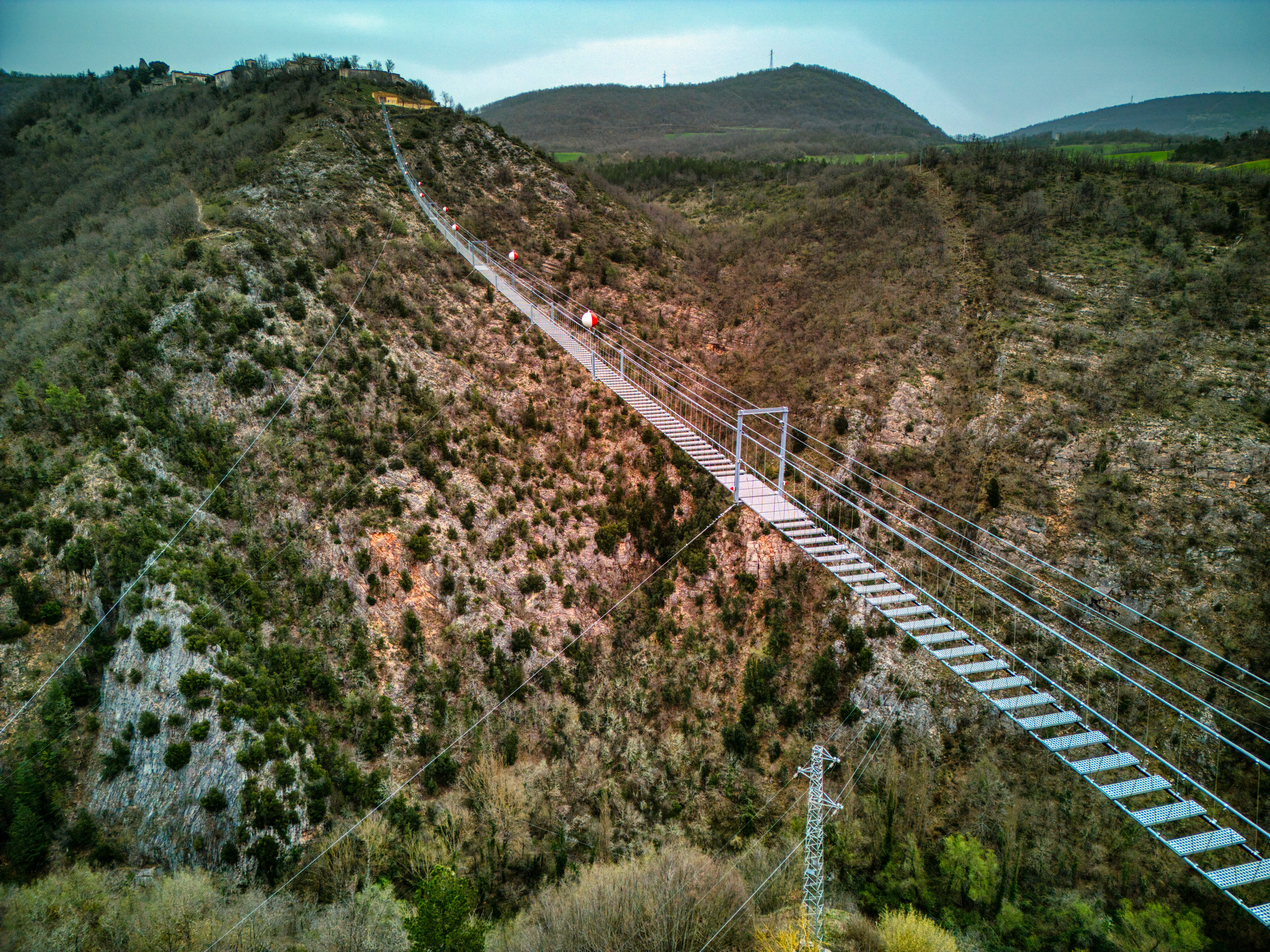
Il nuovo ponte tibetano

Sellano è un comune italiano di 919 abitanti della provincia di Perugia, situato a 640 m s.l.m. lungo la valle del torrente Vigi, affluente di destra del fiume Nera. Dal 2024, il borgo è collegato al Castello di Montesanto tramite il nuovo ponte tibetano alto 175 metri, che lo rende il più elevato d'Europa.

## Geografia fisica
- Classificazione climatica: zona E, 2312 GR/G

Sellano sorge su di un colle prevalentemente argilloso, in un'area paesaggisticamente tipica del Subappenino umbro. È situata nella valle del torrente Vigi e nel suo territorio ha origine il fiume Menotre, che nella frazione folignate di Altolina si getta nel fiume Topino. Inoltre, a Sellano sorgono numerose sorgenti, tra cui quella che viene usata dal marchio Fonte Tullia e quella che rifornisce di acqua la città di Spoleto. Il capoluogo è situato a 640 m s.l.m.

## Origini del nome
L'origine del toponimo "Sellano" ha lasciato adito a tre differenti interpretazioni.
Secondo la più antica, deriverebbe dalla tribù romana della gens Suilla o dei Syllinates (Plinio, Naturalis Historia, Libro III). Tale teoria è difesa dagli storici spoletini Severo Minervio (1700) e Achille Sansi (1900), mentre altri eruditi (a cominciare dall'abate folignate Ludovico Jacobilli nel 1800) vorrebbe ricondurre il nome dell'abitato ai seguaci di Lucio Cornelio Silla, che, in retrovia a seguito della Battaglia di Spoletium (Spoleto) durante la Prima guerra civile, l'avrebbero fondata nell'84 a.C. trovandovi rifugio ed imponendovi il nome del loro capo, da cui appunto "Syllanum".
Un'ultima interpretazione fa risalire il toponimo al vocabolo latino "sella" nel senso di "valico, giogo". Tale tesi è avallata dallo stemma comunale, dove l'angelo raffigurato è sostenuto da una sella.

## Storia

### Storia antica e medievale
Le prime tracce di abitato risalgono all'età romana (si trattava probabilmente di un vicus, come testimoniano alcune epigrafi rinvenute nel territorio), dalla quale, pare, abbia derivazione il nome stesso. Sellano nell'aspetto attuale risulta interamente tardo medievale e sorse in corrispondenza di itinerari che attraverso la valle del Vigi collegavano la Valnerina con Foligno e il Camerte e raggiungevano Spoleto lungo la Via della Spina.
A seguito dell'invasione longobarda e della cristianizzazione dei territori, divenne una curtis con intorno alcune comunità monastiche dell'Ordine benedettino, possedimento feudale ed infine libero comune, però sotto la sudditanza della città di Spoleto, ma lungamente conteso dalla Curia imperiale. A cominciare dall'epoca tardo-antica Sellano assunse un sempre maggiore peso strategico, determinato in primis dalla sua posizione geografica, e per questo, assoggettato ai longobardi e compreso nel Ducato di Spoleto. Fino alla seconda metà del XII secolo, dopo essere stato sotto il dominio dei Signori di Norcia, fu feudo appenninico dei conti germanici degli Alviano, probabilmente tra i primi castelli ad essere edificati in quest'area, fino a svilupparsi nella struttura di comune autonomo montano e stabilendo un patto federativo e difensivo con l'espansionista comune di Spoleto, al quale rimane tuttora agganciato come diocesi di Spoleto-Norcia insieme a tutta la Valnerina.
Nel XIII secolo, infatti, diviene parte dello Stato pontificio e nel 1300 c.a. Feudo dei Colligola, signori di Montesanto.
Di marcate tendenze ghibelline e autonomistiche, Sellano non fu mai abbastanza forte da poter essere indipendente, ma ritenuta sempre un ottimo punto strategico per la sua posizione geografica, nei secoli il suo destino diviene indissolubilmente legato a quello dei centri vicini. In varie occasioni fu a capo o in compartecipazione a moti di ribellione (come nel 1300 insieme ad altri castelli vicini contro Spoleto) e di rivendicazione politica e statutaria, fino all'anno 1523, nel quale avvenne la definitiva pacificazione con Spoleto.

### Storia moderna e contemporanea
Da allora fino all'età napoleonica, Sellano visse come “terra” del Circondario di Spoleto, sviluppandosi successivamente e gradualmente da Comune autonomo, ampliando la potestà amministrativa e territoriale sugli ex castelli limitrofi Apagni, Postignano, Cammoro, Orsano e Montesanto, che, essendo più piccoli, non avevano abitanti sufficienti a mantenere la propria autonomia.
Nel 1860 anche Sellano votò per l'annessione al Regno d'Italia.
L'archivio storico comunale è depositato presso il comune di Sellano.
Colpito dagli eventi sismici che coinvolsero l'Umbria e le Marche nel settembre 1997, e nuovamente nel 2016 è oggi tornato alla sua vita normale, dopo un restauro rispettoso della qualità storica degli edifici e delle normative antisismiche.
Il centro si presenta alquanto compatto all'interno della cinta muraria, con baluardi e porte di accesso al mastio principale, con alcuni palazzetti gentilizi, tra cui spicca quello comunale, ed alcuni edifici di culto.
Lo stemma comunale raffigura San Michele Arcangelo in piedi sopra una sella che, molto semplicemente, offre una spiegazione sull'origine del suo nome, in quanto il paese si trova costruito sopra la sella di un colle.
Il santo patrono è San Severino festeggiato l'8 giugno.

## Monumenti e luoghi d'interesse

### Architettura religiosa
All'interno dei confini comunali di Sellano si trovano numerosissimi edifici di culto, simbolo della radicata fede dei suoi abitanti. Essi sono distribuiti non solo nel capoluogo, ma anche nelle varie frazioni e località del comune.

#### Sellano (capoluogo)
- Chiesa di San Francesco, detta "Madonna della Croce". Terminata nel 1538, è a pianta ottagonale con pronao sormontato da timpano e corpo absidale a pianta rettangolare. L'interno è diviso in tre navate, tutte le cappelle hanno altari cinquecenteschi in legno e in pietra. Sull'altare principale si trova un affresco Madonna con bambino del XVI secolo;
- ruderi della chiesa della Santissima Annunziata e del convento annesso. Risalente al XVI secolo ma eretta su strutture preesistenti, si trova nella parte bassa del borgo;
- Chiesa di Santa Maria. Edificata nel XII secolo, fu ricostruita nel Cinquecento. All'interno, si possono ammirare tele del 1500 e del 1600 ed un pulpito di noce intagliato. Custodisce le spoglie del beato Giolo, eremita vissuto tra il 1250 ed il 1315, anacoreta, co-patrono di Sellano;
- ex oratorio del Santissimo Sacramento. Risalente al XVI secolo, funge oggi da teatrino comunale.

#### Acquapremula
- Abbazia ed ex convento di San Niccolò (XIII secolo) con sorgenti di acqua minerale, oggi struttura alberghiera. Da vedere il chiostro, il refettorio e la cripta che corrisponde alla prima chiesa dei cappuccini.

#### Apagni
- Chiesa di San Giovanni Battista (XIV-XV secolo) con affreschi del XV secolo.

#### Cammoro
- Chiesa di Santa Maria Novella;
- Chiesa di Santa Lucia.

#### Ceseggi
- Santuario della Madonna del Monte;
- Chiesa di San Martino.

#### Civitella
- Chiesa di San Bartolomeo;
- Chiesa di San Pietro in Tutorio.

#### Colletrampo
- Chiesa di San Donato.

#### Forfi
- Chiesa di San Pietro al cimitero (XII secolo) con affreschi dal XV al XVII secolo.
- Eremo del Beato Giolo.

#### Le Vene
- Chiesa di Santa Chiara XIV secolo e ruderi di un monastero femminile con affreschi (Crocifissione).

#### Mocali
- Chiesa di Sant'Anna (XV secolo) con affreschi di pittori folignati (Crocifissione e santi) e dipinto seicentesco di San Matteo.

#### Molini
- Chiesa di San Michele Arcangelo (XVII secolo) con affreschi;
- Cappella della Beata Vergine della Pietà.

#### Montalbo
- Chiesa di San Severino (XIV secolo) con affreschi.

#### Montesanto
- Pieve di santa Maria Assunta: costruita nel XII secolo, oggi si presenta nell'aspetto datole tra 1545 e 1574 circa, quando la chiesa fu ampliata a tre navate a spese della comunità. La chiesa ha subito seri danni nel terremoto del 2016. Il terzo altare custodiva una tavola con la Natività di Domenico Beccafumi, oggi al Museo diocesano di Spoleto.
- Chiesa di Sant'Anna;
- Chiesa di Santa Lucia;
- Cappella della Madonna della porta.

#### Orsano
- Chiesa di Santa Maria Assunta o Addolorata o Immacolata (XIV secolo), con pavimento originale e statua lignea del XVIII secolo;
- Chiesa di Santa Maria della Consolazione o San Vincenzo Ferrer (XVII secolo) con ex edicola, affresco del XVI secolo e organo del XVIII secolo.

#### Ottaggi
- Chiesa di Santa Barbara (XV secolo) con affresco del XV secolo.

#### Peneggi
- Chiesa di Sant'Apollinare (XIII secolo) romanica, con affreschi del XVI secolo di Angelucci da Mevale e Madonna michelangiolesca.

#### Petrognano
- Santuario della Madonna della Croce (XVI secolo) con affresco.

#### Piaggia
- Chiesa di San Flaviano (XVII secolo) con affresco, privata e oggi residenza d'epoca.

#### Piedicammoro
- Cappella della Beata Vergine.

#### Postignano
- Ex Chiesa di San Lorenzo o SS. Annunziata (XIV secolo) con affreschi di pittori folignati o marchigiani.

#### Pupaggi
- Chiesa di San Sebastiano XIII secolo con numerosi affreschi dei secoli XIV-XV-XVI secolo;
- ruderi del Santuario campestre della Madonna della Ginestra (XVII secolo) con affreschi.

#### San Martino
- Chiesa della Madonna della Neve (XIII secolo) con numerosi affreschi del XVI secolo di pittori folignati.

#### Setri
- Chiesa di San Cristoforo (XVI secolo) con resti di affreschi quattrocenteschi anche in sacrestia.

#### Sterpare
- Convento di Santa Croce.

#### Torre
- Chiesa di Sant'Antonio.

#### Villamagina
- Chiesa di San Silvestro (XVI secolo), con tela seicentesca sull'altare maggiore e crocifisso del XV secolo proveniente dal soppresso convento di Sterpare.

#### Vio
- Chiesa di San Cristoforo;

### Architettura civile
- Palazzo comunale, costruzione con evidenti caratteristiche cinquecentesche che conserva preziose tracce di affreschi del secolo XV-XVI;
- palazzi gentilizi del XVI-XVII secolo.
- Ponte tibetano

## Società

### Evoluzione demografica
Abitanti censiti

La popolazione ha subito un aumento fino alla prima metà del Novecento. Circa dagli anni '40-'50 è cominciato un progressivo spopolamento della città, in quanto gli abitanti si spostavano in città come Foligno, Perugia e, in larga parte, anche a Roma, per trovare nuove opportunità di lavoro. Questo spopolamento si è accentuato tra il 1997 e il 1998, quando, in seguito alla crisi tellurica, molti hanno deciso di spostarsi nelle cittadine limitrofe come Foligno o Spoleto. Attualmente, dopo la ricostruzione in seguito al sisma, alcune famiglie sono ritornate nel loro paese di origine, in particolare anziani.

## Geografia antropica

### Frazioni
Il territorio comunale si estende per 85,85 km² e comprende numerose frazioni.

#### Villamagina
È la frazione del Comune di Sellano che domina, in maniera maestosa, la sottostante Valle del Vigi. Storicamente nota per la produzione delle lime e delle raspe, una lavorazione di antica origine che acquistò notorietà nel 1700. Secondo la tradizione orale, fu introdotta da un monaco toscano che, colpito dalla povertà della popolazione, insegnò il segreto della fabbricazione delle raspe. A Villamagina vennero trasferiti temporaneamente gli uffici comunali e pubblici a seguito del terremoto del 1997.

#### Altre località
Abruzzo, Apagni, Calcinaro, Cammoro, Casale, Casaletto, Ceseggi, Fonni, Forfi, Le Terne, Molini di Cammoro, Molini di Orsano, Montesanto, Orsano, Ottaggi, Piaggia, Postignano, Pupaggi, Renaro, San Martino, Setri, Vene, Villamagina, Vio.

## Infrastrutture e trasporti
Il territorio comunale è attraversato dalla Strada statale 319 Sellanese, che la collega con Borgo Cerreto, frazione del comune di Cerreto di Spoleto, e quindi con la strada statale della Valnerina. Inoltre, il comune è anche attraversato dalla Via della Spina, che ha inizio in frazione Le Terne e ha fine nei pressi di Campello sul Clitunno.

### Ferrovie
Dal 1926 al 1968 Sellano (insieme al comune di Cerreto di Spoleto e alla frazione di Borgo Cerreto) fu servita (tramite l'omonima stazione) dalla ferrovia Spoleto-Norcia, una linea a scartamento ridotto che collegava Spoleto con Norcia, che rimase in esercizio dal 1º novembre 1926 al 31 luglio 1968, quando fu soppressa. Le tracce della ferrovia sono quasi tutte conservate, il sedime è stato convertito in una pista ciclabile.

## Amministrazione

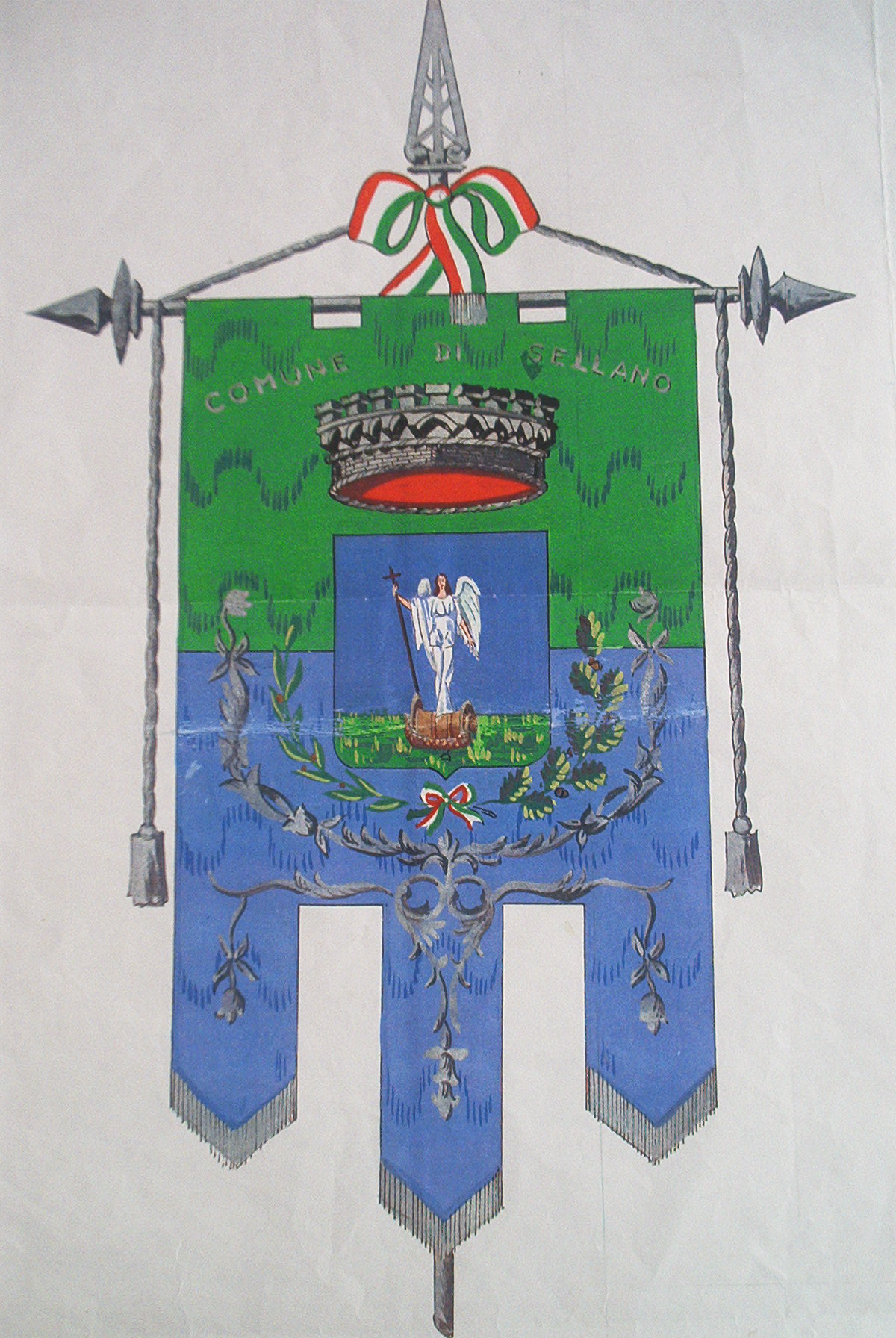
Gonfalone del Comune di Sellano

| Periodo           | Periodo           | Primo cittadino   | Partito                                                       | Carica                  | Note  |
| ----------------- | ----------------- | ----------------- | ------------------------------------------------------------- | ----------------------- | ----- |
| 19 luglio 1985    | 10 giugno 1990    | Sergio Salvatori  | Democrazia Cristiana                                          | Sindaco                 | [ 6 ] |
| 14 giugno 1990    | 13 settembre 1992 | Giorgio Nicolic   | Partito Comunista Italiano Partito Democratico della Sinistra | Sindaco                 | [ 6 ] |
| 14 settembre 1992 | 23 aprile 1995    | Fulvio Maltempi   | Indipendente                                                  | Sindaco                 | [ 6 ] |
| 24 aprile 1995    | 13 giugno 1999    | Fulvio Maltempi   | Centro-sinistra                                               | Sindaco                 | [ 6 ] |
| 14 giugno 1999    | 13 giugno 2004    | Fulvio Maltempi   | Lista civica                                                  | Sindaco                 | [ 6 ] |
| 14 giugno 2004    | 5 aprile 2009     | Claudio Guerrini  | Lista civica                                                  | Sindaco                 | [ 6 ] |
| 6 aprile 2009     | 7 giugno 2009     | Silvia Barbieri   |                                                               | Commissario prefettizio | [ 6 ] |
| 8 giugno 2009     | 25 maggio 2014    | Claudio Guerrini  | Lista civica                                                  | Sindaco                 | [ 6 ] |
| 26 maggio 2014    | 26 maggio 2019    | Attilio Gubbiotti | Il risveglio                                                  | Sindaco                 | [ 6 ] |
| 27 maggio 2019    | 9 giugno 2024     | Attilio Gubbiotti | Sellano cresciamo insieme                                     | Sindaco                 | [ 6 ] |
| 10 giugno 2024    | in carica         | Attilio Gubbiotti | Sellano continuiamo a crescere                                | Sindaco                 | [ 6 ] |